# انبلا
انبلا (به فرانسوی: Anglars) یک کمون در فرانسه است که در لو واقع شده‌است. انبلا ۹٫۹۹ کیلومتر مربع مساحت دارد ۴۰۰ متر بالاتر از سطح دریا واقع شده‌است.